# Агонофеты
Агонофеты (лат. agonothetes, др.-греч. ὰγωνοθέτης), а также агонорхи, агонистархи, агонодикамы, афлофеты, брабенты и эсимнеты, — у древних греков на народных играх распорядители и судьи, объявлявшие победу и определявшие награду победителям.

## История
Первоначально агонофетом был тот, кто устраивал игры и назначал призы, например Ахиллес на погребальных играх Патрокла.
Позднее так назывался царь или другое лицо, открывшее погребальные игры. Но если игры проводились не одним лицом, а народом или несколькими племенами вместе, то агонофезия (распоряжение играми) принадлежала либо народу страны, где проходили игры, как например коринфянам на истмийских играх, либо представителям племён, участвовавших в играх, как например амфиктионам на пифейских играх. Уступка агонофезии, в первом случае одному лицу или представителю одного племени во втором, считалась выражением господства того лица или племени. Например, на восьмой олимпиаде могущественный аргосский царь Фейдон, присвоив себе вместе с писатидами председательство на олимпийских играх, выставил себя представителем всего Пелопоннеса, а писатиды представляли исключительно области Элиды. Точно также власть Филиппа Македонского, председательствовавшего на пифийских играх, была признана всеми участниками амфиктионского союза.
Избирались агонофеты из лиц, известных знанием дела и неподкупным беспристрастием, с учётом их происхождения:
- на олимпийских играх, в эпоху их процветания, агонофетами были эгейцы,
- на пифийских — амфиктионы,
- на немейских — совместно коринфяне, аргивяне и клеонийцы,
- на истмийских — коринфяне.

Агонофеты занимались не только раздачей наград, но и наблюдали за тем, чтобы игры проходили в строго установленном и принятом порядке, и даже подвергали нарушителей порядка наказанию.
Агонофеты первыми появлялись на арене: богато одетые, на разукрашенной колеснице, держа в руках как символ власти жезл из слоновой кости. Им отводились лучшие места; только на играх в год Вакха они уступали их архонтам.